# 迪塔赫
迪塔赫是奥地利上奥地利州施泰尔兰县的一个市镇。总面积21平方公里，总人口2576人，人口密度122.7人/平方公里（2005年）。